# Nervus thoracicus longus
Nervus thoracicus longus er en overekstremitetsnerve der udspringer fra nervus spinalis ramus anterior i rygmarvssegment C04 eller C05. Den løber igennem musculis scalenus medius og forlader skalenerporten henover det første ribben, lige lateralt for insertion af musculus scalenus anterior.
Den forløber herefter ned på ydersiden af ribbenene og interkostal musklerne, og ender ved musculus serratus anterior som den forgrener til for at forsyne alle dennes "grene".